# Axel Hütte
Axel Hütte (Essen, 1951) è un fotografo tedesco.
È considerato uno dei più importanti rappresentanti della Düsseldorf School of Photography.

## Vita
Hütte nasce nel 1951 nella cittadina tedesca di Essen. Ha studiato fotografia alla Düsseldorf Art Academy tra gli anni 1973 e 1981, frequentando le lezioni di Bernd Becher. Nel 1982 ha ricevuto una borsa di studio da parte del German Academic Exchange Service per studiare a Londra e nel 1985 una borsa di studio per al German Study Center nel Palazzo Barbarigo della Terrazza a Venezia. Tra il 1986 e il 1988 è stato destinatario della borsa di studio Karl Schmidt-Rottluff. Hütte lavora come fotografo freelance con aspirazioni artistiche e fama internazionale e fa parte dell'avanguardia fotografica.

## Opere
Oltre a opere chiaramente di documentazione, dalla fine degli anni '90 si è rivolto anche a soggetti che appaiono più pittoreschi, come per esempio nel suo libro fotografico "fecit" (con foto delle foreste australiane soprattutto). Le sue fotografie architettoniche, come ponti, scale a chiocciola, corridoi o stazioni della metropolitana, mostrano cose apparentemente banali, e a volte solo frammenti, in una forma disciplinata senza grandi stimoli di eleganza. Axel Hütte riflette sulle possibilità mimetiche della fotografia. Il fulcro del suo lavoro fotografico non è l'esatta rappresentazione della realtà per mezzo della macchina fotografica, ma il riflesso del rapporto tra immagine e immaginazione. Tra i fotografi, Hütte è conosciuto come "pittore di paesaggi", e ha molta esperienza nell'ambito della fotografia notturna. Alla mostra nella Kunsthalle Krems l'artista ha descritto così le sue opere:“ Imperiale, Maestoso e Magico  si riferisce a mondi pittorici concreti e allo stesso tempo enigmatici che ci sono familiari ma appaiono strani nelle foto. Dovrebbero riattivare ricordi o sogni nello spettatore, cioè indirizzare la memoria implicita, e rendere il mondo tangibile come reale e allo stesso tempo come immaginazione ".

## Mostre

### Mostre personali
- 2024: Chronostasis, Fondazione Bisazza, Montecchio Maggiore, Vicenza, Italia[7].

- 2019: Kosmos Tropical. Galerie Daniel Marzona, Berlino, Germania.
- 2017: Night and Day. Museum Kunstpalast Düsseldorf, Germania.
- 2017: Imperial - Majestic - Magical. Kunsthalle Krems, Germania.
- 2015: Shadows of Lights. Galeria Helga de Alvear, Madrid.[8]
- 2014: Paisaje Escindido. Museo San Telmo, San Sebastián, Spagna.
- 2014: Fantasmi E Realtà. Bevilacqua La Masa Foundation, Venezia.[9]
- 2013: Palacio Municipal de Exposiciones Kiosco Alfonso, A Coruña, Spagna.
- 2011: Emerald Woods. Dirimart Gallery, Istanbul.[10]
- 2004: Terra Incognita. Museo Nacional Centro de Arte Reina Sofía.[11]
- 1997: Fecit. Kunstverein Hannover.[12]
- 1997: Theorea. Fotomuseum Winterthur.[13]

### Mostre collettive
- 2017: Photographs Become Pictures. The Becher Class. Städel Museum. Francoforte, Germania.[14]
- 2016: Strange and Familiar: Britain as Revealed by International Photographers. Curatore: Martin Parr. Barbican Art Gallery, Londra, 2016;[15] Manchester Art Gallery, Manchester.[16]
- 2014: 40|10 Bilderwechsel. Frieder Burda Museum. Baden - Baden, Germania.

## Collezioni
Le opere di Hütte sono conservate nelle seguenti collezioni pubbliche permanenti:
- Museum Folkwang, Essen
- Museo Nacional Centro de Arte Reina Sofía, Madrid